# Lenín Moreno
Lenín Boltaire Moreno Garcés (Nuevo Rocafuerte, 19 maart 1953) is een Ecuadoriaans politicus die tussen 2017 en 2021 de president van Ecuador was. Eerder was hij vice-president onder Rafael Correa.

## Biografie
Moreno, zoon van een onderwijzer, werd vernoemd naar Vladimir Lenin. Hij werkte als manager en ambtenaar tot hij in 1998 bij een roofoverval in de rug werd geschoten en gedeeltelijk verlamd raakte. Daarna schreef hij diverse zelfhulpboeken over humor, die hem naar eigen zeggen hielp bij het revalideren.
Moreno was in 2006 mede-oprichter van de linkse Alliantie PAIS en werd vice-president toen PAIS-kandidaat Correa het jaar daarop president van Ecuador werd. Tijdens Correa's tijdelijke aftreden in het kader van de campagne voor zijn herverkiezing in 2011, was Moreno korte tijd 's werelds enige (plaatsvervangende) staatshoofd in een rolstoel. Hij werd genomineerd voor de Nobelprijs voor de Vrede 2012 vanwege zijn strijd voor de rechten van gehandicapten (de prijs ging uiteindelijk naar de Europese Unie).
In 2013 trad Moreno af als vice-president en trok hij zich terug uit de nationale politiek om voor de Verenigde Naties te gaan werken als speciaal gezant van secretaris-generaal Ban Ki-moon. Een paar jaar later keerde hij terug in de politiek en stelde hij zich kandidaat voor de presidentsverkiezingen van 2017, als tegenstrever voor de conservatieve oud-bankier Guillermo Lasso. Moreno won met een kleine voorsprong (51,2% vs. 48,8%). Lasso beschuldigde Moreno daarop van verkiezingsfraude, maar hertelling van 11% van de stemmen bevestigde het resultaat.
In oktober 2019 kondigde zijn regering diverse bezuinigingen aan. De brandstofsubsidies, die al sinds 1970 bestonden om brandstof betaalbaar te houden, werden gestaakt en de prijzen van diesel en benzine werden sinds de aankondiging verdubbeld. Verder besloot Ecuador per 1 januari 2020 uit de OPEC te stappen om zo onder de productiebeperking uit te komen. Deze acties waren noodzakelijk vanwege de grote buitenlandse schuldenlast. Met deze maatregelen wilde de regering US$ 1,3 miljard per jaar besparen. Na hevige protesten van de Indianenbeweging Conaie werd de noodtoestand uitgeroepen en verhuisde de regering tijdelijk van de hoofdstad Quito naar de kuststad Guayaquil. Uiteindelijk besloot de regering de verhoging van de brandstofprijzen niet door te voeren.
Moreno stelde zich bij de verkiezingen van 2021 niet herkiesbaar voor een tweede termijn als president. De Alianza PAIS schoof daarop Ximena Peña naar voren als kandidaat, maar zij kon niet voorkomen dat de partij een enorme nederlaag leed en al in de eerste ronde werd uitgeschakeld. Moreno werd hiervoor verantwoordelijk gehouden en uit de partij gezet. Uiteindelijk werden de verkiezingen gewonnen door de centrumrechtse Guillermo Lasso, die het presidentschap op 24 mei 2021 van Moreno overnam.